# Hypodematiaceae
Hypodematiaceae är en familj av ormbunkar. Hypodematiaceae ingår i ordningen Polypodiales, klassen Polypodiopsida, fylumet kärlväxter och riket Plantae. Enligt Catalogue of Life omfattar familjen Hypodematiaceae 18 arter. 
Kladogram enligt Catalogue of Life:
| Hypodematiaceae | \| \| Didymochlaena \| \| \| \| \| \| Hypodematium \| \| \| \| \| \| Leucostegia \| \| \| \| |
|                 | \| \| Didymochlaena \| \| \| \| \| \| Hypodematium \| \| \| \| \| \| Leucostegia \| \| \| \| |
|                 | Aspleniaceae                                                                                 |
|                 |                                                                                              |
|                 | Athyriaceae                                                                                  |
|                 |                                                                                              |
|                 | Blechnaceae                                                                                  |
|                 |                                                                                              |
|                 | Cystopteridaceae                                                                             |
|                 |                                                                                              |
|                 | Davalliaceae                                                                                 |
|                 |                                                                                              |
|                 | Dennstaedtiaceae                                                                             |
|                 |                                                                                              |
|                 | Diplaziopsidaceae                                                                            |
|                 |                                                                                              |
|                 | Dryopteridaceae                                                                              |
|                 |                                                                                              |
|                 | Hemidictyaceae                                                                               |
|                 |                                                                                              |
|                 | Lindsaeaceae                                                                                 |
|                 |                                                                                              |
|                 | Lomariopsidaceae                                                                             |
|                 |                                                                                              |
|                 | Lonchitidaceae                                                                               |
|                 |                                                                                              |
|                 | Nephrolepidaceae                                                                             |
|                 |                                                                                              |
|                 | Oleandraceae                                                                                 |
|                 |                                                                                              |
|                 | Onocleaceae                                                                                  |
|                 |                                                                                              |
|                 | Polypodiaceae                                                                                |
|                 |                                                                                              |
|                 | Pteridaceae                                                                                  |
|                 |                                                                                              |
|                 | Rhachidosoridaceae                                                                           |
|                 |                                                                                              |
|                 | Saccolomataceae                                                                              |
|                 |                                                                                              |
|                 | Tectariaceae                                                                                 |
|                 |                                                                                              |
|                 | Thelypteridaceae                                                                             |
|                 |                                                                                              |
|                 | Woodsiaceae                                                                                  |
|                 |                                                                                              |
|                 | Didymochlaena                                                                                |
|                 |                                                                                              |
|                 | Hypodematium                                                                                 |
|                 |                                                                                              |
|                 | Leucostegia                                                                                  |
|                 |                                                                                              |

|  | Didymochlaena |
|  |               |
|  | Hypodematium  |
|  |               |
|  | Leucostegia   |
|  |               |